# Eschweilera jacquelyniae
Eschweilera jacquelyniae är en tvåhjärtbladig växtart som beskrevs av Scott A. Mori. Eschweilera jacquelyniae ingår i släktet Eschweilera och familjen Lecythidaceae. IUCN kategoriserar arten globalt som starkt hotad.
Artens utbredningsområde är Panamá. Inga underarter finns listade i Catalogue of Life.